# Hala Targowa w Chorzowie
Hala Targowa w Chorzowie – hala targowa w Chorzowie otwarta w 1905 roku, przebudowana w latach 60. XX wieku.

## Historia

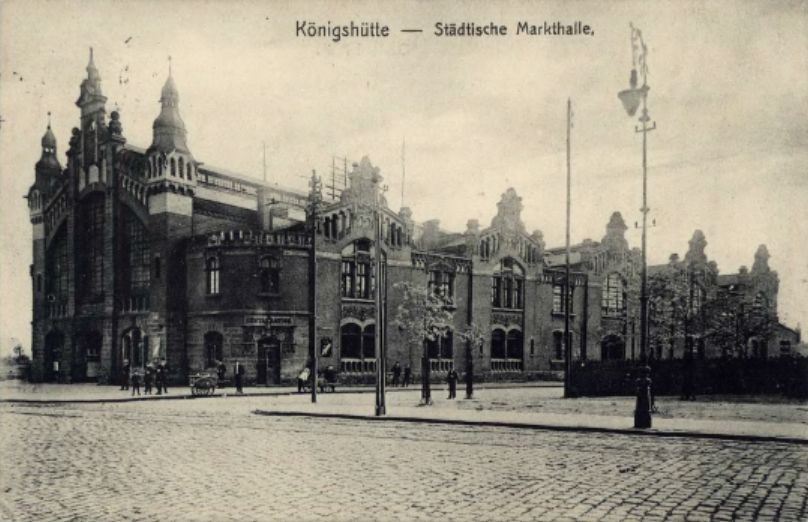
Miejska hala targowa około 1916 roku

Budowę hali rozpoczęto w 1903 roku. Hala została oddana do użytku 15 sierpnia 1905 roku. Była to pierwsza taka budowla na Górnym Śląsku. Postawienie hali kosztowało 700 tys. marek.
W okresie międzywojennym obiekt znacznie rozbudowano i zmodernizowano.
W 1948 Chorzowska Spółdzielnia Spożywców wystąpiła do władz o zlikwidowanie hali targowej, a na jej miejscu uruchomienie magazynu towarów żywnościowych. Lecz ówczesna PPR nie zgodziła się na likwidację hali. W 1962 roku miejskie targowisko, które działało przed budynkiem hali od 1905 roku zostało przeniesione na ulicę Barską, gdzie działa nadal jako największe w mieście. W 1967 roku dokonano bezstylowej przebudowy bryły hali. W obiekcie w latach 1972–1996 (według innego źródła w latach 1971–1997) znajdowała się palarnia kawy POSTI (Przedsiębiorstwa Obrotu Spożywczymi Towarami Importowanymi) i herbaty oraz wiele mniejszych przedsiębiorstw.
Około 2012 roku planowano przebudować obiekt i zaadaptować go na potrzeby lokali usługowych i biurowych; nowy kompleks miał funkcjonować pod nazwą Stara Palarnia, w nawiązaniu do przeszłej działalności w hali, ale z zapowiedzi nic nie wyszło i obecnie hala jest wystawiona na sprzedaż.

## Architektura

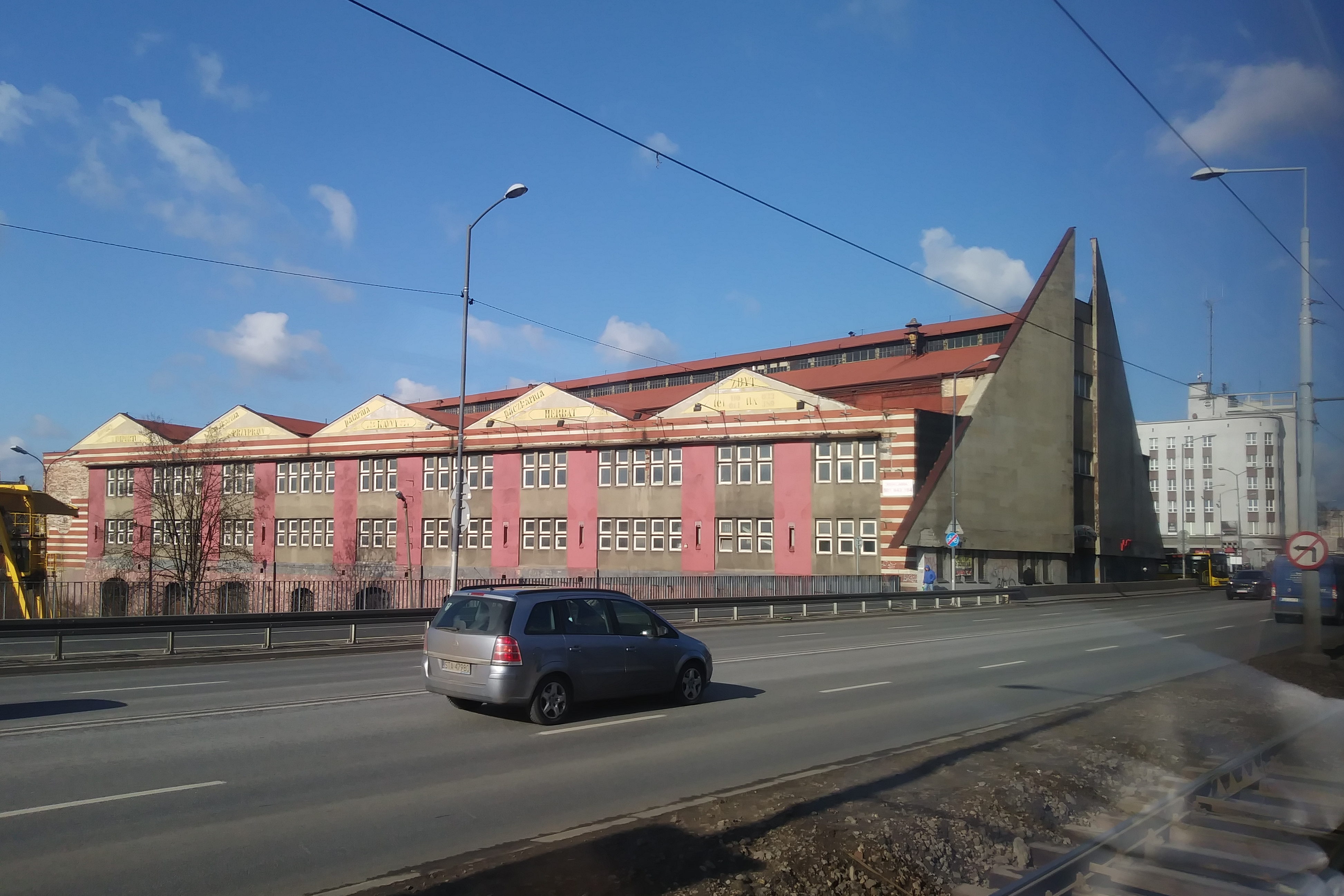
Widok z południa (2020)

Budynek pierwotnie został wzniesiony w stylu neogotyckim. Łączna powierzchnia hali wynosi około 11,4 tys. m², a piwnice miały pojemność 11 700 m³. Wyposażona była w oświetlenie elektryczne, wodociąg i połączenie z bocznicą kolejową. Hala posiadała własne zamrażarnie i była ogrzewana, miała 3 windy, można było korzystać z bezpłatnego telefonu.
W hali mieściło się 479 stoisk, na drugiej kondygnacji było ich 153, ponadto na antresoli funkcjonowała restauracja.
Na zewnątrz budowlę zdobiły rzeźby ryb, zwierząt i owoców. Dodatkowo znajdował się też wysoki na 2 m, misternie zdobiony zegar. Wnętrze hali zostało wyłożone kafelkami. 
Po przebudowie w latach 70. XX wieku obiekt znacznie zmienił swój wygląd zewnętrzny oraz częściowo utracił pierwotne walory wizualne; na początku XXI wieku obiekt był zaniedbany.
Budynek wraz z pobliskimi zabytkowymi zabudowaniami rzeźni miejskiej tworzy cenny zespół zabudowy poprzemysłowej.